# Fundy Rose
Die Fundy Rose ist eine Fähre der kanadischen Bay Ferries Limited, die 2000 als Blue Star Ithaki für die griechische Reederei Blue Star Ferries in Dienst gestellt wurde. Die Fundy Rose wird seit Juli 2015 auf der Strecke von Saint John nach Digby eingesetzt.

## Geschichte
Die Blue Star Ithaki wurde unter der Baunummer 7504 bei Daewoo Shipbuilding & Marine Engineering gebaut und am 24. November 1999 vom Stapel gelassen. Ursprünglich sollte das Schiff den Namen Superferry Ithaki tragen. Im Mai 2000 wurde die Blue Star Ithaki an Blue Star Ferries abgeliefert und im Juni 2000 auf der Strecke von Piräus über Syros, Paros, Naxos und Ios nach Santorin in Dienst gestellt. Im Juni 2002 wechselte das Schiff auf die Strecke von Piräus über Tinos, Mykonos und Paros nach Naxos, auf der es die nächsten zwölf Jahre im Einsatz blieb.
Im Oktober 2014 wurde die Blue Star Ithaki für 31,2 Millionen Euro an die kanadische Bay Ferries Limited verkauft und nach ihrer letzten Fahrt für Blue Star Ferries im November in Canada2014 umbenannt. Am 12. Dezember 2014 traf das Schiff zum Umbau in Saint John ein. Im Mai 2015 wurde es in Fundy Rose umbenannt und nach Beendigung der Umbauarbeiten am 18. Juli 2015 auf der Strecke von Saint John nach Digby in Dienst gestellt. Auf dieser Strecke löste es die 1971 in Dienst gestellte Princess of Acadia ab, die kurz darauf ausgemustert wurde.
Von 15. bis 19. Juli 2022 fiel die Fundy Rose  aufgrund eines Defekts ihrer Bugrampe aus, wodurch während dieses Zeitraums kein Fährverkehr zwischen Saint John und Digby bestand.